# Gran Premi de Sud-àfrica del 1972
Resultats del Gran Premi de Sud-àfrica de Fórmula 1 de la temporada 1972, disputat al circuit de Kyalami el 4 de març del 1972.

## Resultats
| Pos | No | Pilot                | Equip          | Voltes | Temps/ Retirada       | Pos. de sortida | Punts |
| --- | -- | -------------------- | -------------- | ------ | --------------------- | --------------- | ----- |
| 1   | 12 | Denny Hulme          | McLaren - Ford | 79     | 1h 45' 49. 1          | 5               | 9     |
| 2   | 8  | Emerson Fittipaldi   | Lotus - Ford   | 79     | + 14.1 s              | 3               | 6     |
| 3   | 14 | Peter Revson         | McLaren - Ford | 79     | + 25.8 s              | 12              | 4     |
| 4   | 7  | Mario Andretti       | Ferrari        | 79     | + 38.5 s              | 6               | 3     |
| 5   | 3  | Ronnie Peterson      | March - Ford   | 79     | + 49 s                | 9               | 2     |
| 6   | 19 | Graham Hill          | Brabham - Ford | 78     | + 1 Volta             | 14              | 1     |
| 7   | 4  | Niki Lauda           | March - Ford   | 78     | + 1 Volta             | 21              |       |
| 8   | 5  | Jacky Ickx           | Ferrari        | 78     | + 1 Volta             | 7               |       |
| 9   | 2  | François Cevert      | Tyrrell - Ford | 78     | + 1 Volta             | 8               |       |
| 10  | 9  | David Walker         | Lotus - Ford   | 78     | + 1 Volta             | 19              |       |
| 11  | 21 | Henri Pescarolo      | March - Ford   | 78     | + 1 Volta             | 22              |       |
| 12  | 6  | Clay Regazzoni       | Ferrari        | 77     | + 2 Voltes            | 2               |       |
| 13  | 25 | Rolf Stommelen       | March - Ford   | 77     | + 2 Voltes            | 25              |       |
| 14  | 24 | Helmut Marko         | BRM            | 76     | + 3 Voltes            | 23              |       |
| 15  | 15 | Chris Amon           | Matra          | 76     | + 3 Voltes            | 13              |       |
| 16  | 27 | John Love            | Surtees - Ford | 73     | Virolla               | 26              |       |
| 17  | 22 | Carlos Pace          | March - Ford   | 73     | + 6 Voltes            | 24              |       |
| NC  | 23 | Howden Ganley        | BRM            | 70     | No Classificat        | 16              |       |
| NC  | 18 | Andrea de Adamich    | Surtees - Ford | 69     | No Classificat        | 20              |       |
| NC  | 11 | Peter Gethin         | BRM            | 65     | No Classificat        | 18              |       |
| Ret | 10 | Jean Pierre Beltoise | BRM            | 61     | Motor                 | 11              |       |
| Ret | 1  | Jackie Stewart       | Tyrrell - Ford | 45     | Caixa canvi           | 1               |       |
| Ret | 17 | Mike Hailwood        | Surtees - Ford | 28     | Suspensions           | 4               |       |
| Ret | 20 | Carlos Reutemann     | Brabham - Ford | 27     | Prob. amb el combust. | 15              |       |
| Ret | 16 | Tim Schenken         | Surtees - Ford | 9      | Motor                 | 10              |       |
| Ret | 26 | Dave Charlton        | Lotus - Ford   | 2      | Bomba del combustible | 17              |       |
| NVS | 28 | William Ferguson     | Brabham-Ford   |        | Motor                 |                 |       |

## Altres
- Pole: Jackie Stewart 1' 17. 0

- Volta ràpida: Mike Hailwood 1' 18. 9 (a la volta 20)